# Coua verreauxi
Coua verreauxi е вид птица от семейство Cuculidae. Видът е почти застрашен от изчезване.

## Разпространение
Видът е разпространен в Мадагаскар.